# Berfu Cengiz
Berfu Cengiz (ur. 18 października 1999 w Adanie) – turecka tenisistka.
Na swoim koncie ma wygranych osiem turniejów singlowych i osiem deblowych rangi ITF. Najwyżej w rankingu WTA była sklasyfikowana na 190. miejscu w singlu (23 grudnia 2024), natomiast w deblu na 214. miejscu (15 lipca 2019).

## Finały turniejów WTA
| Legenda                     | Legenda |
| --------------------------- | ------- |
| Wielki Szlem                |         |
| Igrzyska olimpijskie        |         |
| WTA Tour Championships      |         |
| 2009 – 2020                 |         |
| WTA Premier Mandatory       |         |
| WTA Premier 5               |         |
| WTA Premier                 |         |
| WTA International Series    |         |
| WTA 125K series (2012–2020) |         |
| od 2021                     |         |
| WTA 1000 (obowiązkowe)      |         |
| WTA 1000 (nieobowiązkowe)   |         |
| WTA 500                     |         |
| WTA 250                     |         |
| WTA 125                     |         |

### Gra podwójna 1 (0–1)
| Końcowy wynik | Nr | Data          | Turniej | Nawierzchnia | Partnerka     | Przeciwniczki                 | Wynik finału |
| ------------- | -- | ------------- | ------- | ------------ | ------------- | ----------------------------- | ------------ |
| Finalistka    | 1. | 12 lipca 2025 | Båstad  | Ceglana      | Irene Burillo | Jesika Malečková Miriam Škoch | 4:6, 3:6     |

## Wygrane turnieje rangi ITF
| turnieje z pulą nagród 100 000 $ (W100) |
| turnieje z pulą nagród 80 000 $ (W80)   |
| turnieje z pulą nagród 60 000 $ (W75)   |
| turnieje z pulą nagród 40 000 $ (W50)   |
| turnieje z pulą nagród 25 000 $ (W35)   |
| turnieje z pulą nagród 15 000 $ (W15)   |
| turnieje z pulą nagród 10 000 $         |

### Gra pojedyncza
|    | Data       | Turniej        | ($)    | Naw.   | Finalistka                | Wynik            |
| 1. | 21/08/2016 | Szarm el-Szejk | 10 000 | twarda | Anette Munozova           | 6:2, 6:4         |
| 2. | 11/06/2017 | Banja Luka     | 15 000 | ziemna | Nina Potočnik             | 6:4, 3:6, 6:3    |
| 3. | 04/03/2018 | Szarm el-Szejk | 15 000 | twarda | Julija Hatouka            | 6:3, 4:6, 6:3    |
| 4. | 17/01/2021 | Antalya        | 15 000 | ziemna | İpek Öz                   | 3:6, 6:2, 6:4    |
| 5. | 05/02/2023 | Meksyk         | 40 000 | twarda | Yuan Yue                  | 6:4, 1:6, 7:6(9) |
| 6. | 12/05/2024 | Båstad         | 25 000 | ziemna | Gergana Topałowa          | 6:4, 6:2         |
| 7. | 02/06/2024 | Troisdorf      | 40 000 | ziemna | Susan Bandecchi           | 6:1, 2:6, 6:3    |
| 8. | 23/06/2024 | Ystad          | 40 000 | ziemna | Irene Burillo Escorihuela | 6:3, 3:6, 6:3    |